# Edicole funerarie del Cimitero Monumentale di Milano

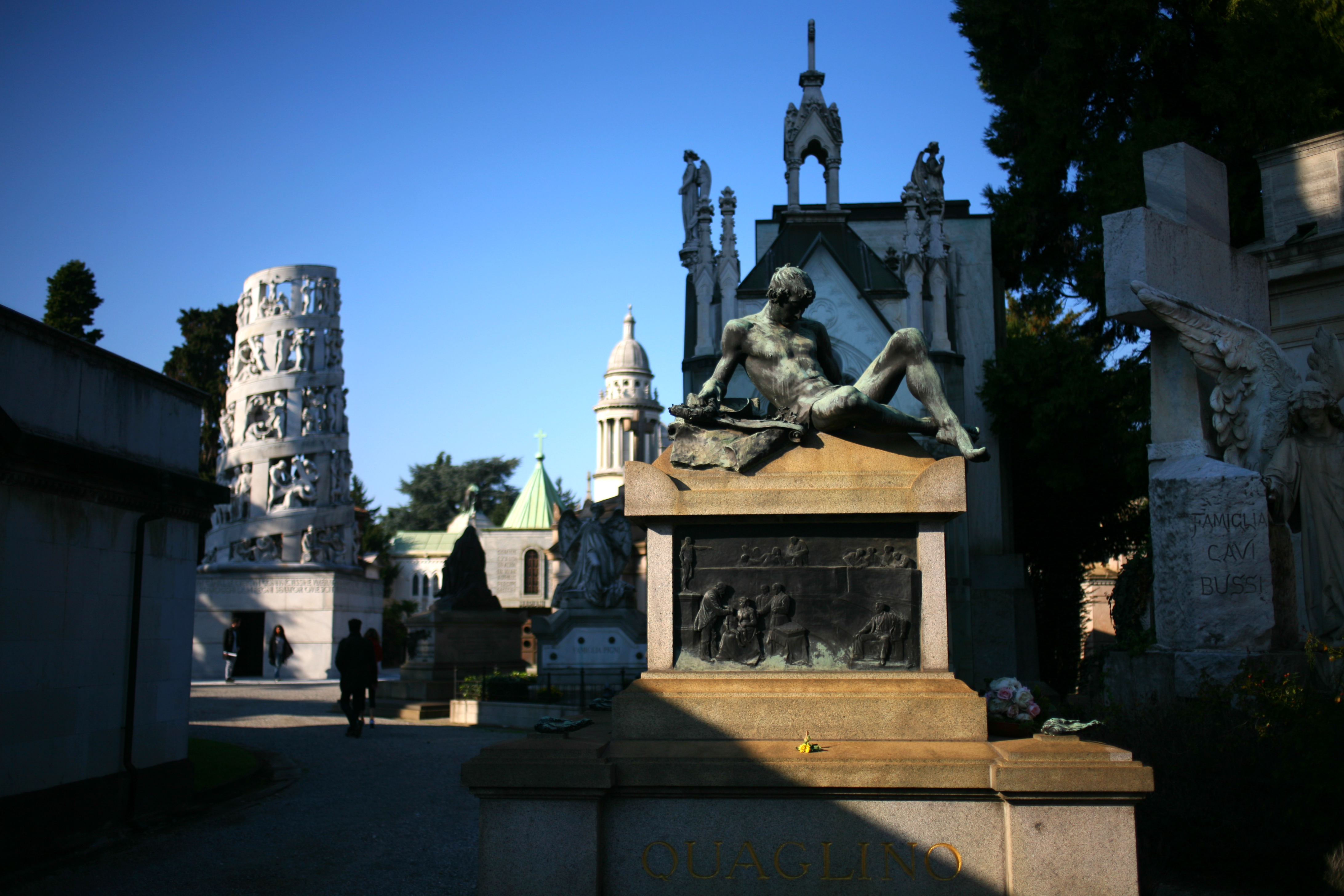
Veduta della Necropoli del Cimitero Monumentale

Le edicole funerarie del Cimitero Monumentale di Milano sono degli imponenti monumenti funebri solitamente commissionati da influenti famiglie meneghine per la tumulazione dei propri membri, e popolano in cospicuo numero il grande cimitero milanese. 

## Storia
Il Cimitero Monumentale di Milano, edificato in stile eclettico su disegno dell'architetto Carlo Maciachini (1818-1899) fra il 1864 e il 1866, fu sin dalla sua costruzione il luogo di sepoltura scelto dalle grandi famiglie della borghesia industriale milanese che, dopo la demolizione dei cimiteri cittadini imposta dalla metà dell'Ottocento, ebbero la possibilità di elevare monumenti funebri perpetui acconci alle proprie possibilità economiche e al proprio prestigio. 
Il cimitero ricevette la prima tumulazione il giorno dell'inaugurazione, il 2 novembre 1866; si trattava di Gustavo Noseda, un giovane compositore e collezionista di manoscritti e stampe musicali morto di tisi il 27 gennaio, la cui salma venne traslata dal cimitero di Porta Magenta, dismesso; nel 1871 venne cominciata la costruzione della grande cripta centrale per accogliere i resti dei defunti provenienti dai cimiteri demoliti, cripta terminata nel 1874 con l'erezione dell'Ossario sopra di essa posto; il 6 giugno 1887 venne inaugurato il Famedio; nel 1876, costruito in due anni, seguì il pionieristico Tempio Crematorio; alla fine del 1898 il nuovo Cimitero Monumentale aveva già ricevuto 74 740 morti ed era ormai divenuto anche meta di visitatori stranieri affascinati dalla bellezza del luogo e dei monumenti.

## Le edicole
Fra le tombe del Monumentale spiccano un gran numero di edicole funerarie che, dipartendosi dal viale principale, si dispongono in tutte le aree del cimitero. Alcune di esse sono opera di grandi architetti e scultori e sono luogo di riposo di eminenti cittadini, di ricchi industriali, di personalità di spicco nel mondo dell'arte, della filosofia, della politica e della religione. A ragione delle architetture presenti al Monumentale si può ben definire questo cimitero come un "museo a cielo aperto".
Qui di seguito si trova la descrizione di alcune delle più interessanti edicole del Cimitero Monumentale di Milano.
| Immagine | Nome dell'edicola         | Anno       | Stile                  | Architetto                                  | Scultore                            | Descrizione |
| -------- | ------------------------- | ---------- | ---------------------- | ------------------------------------------- | ----------------------------------- | --- |
|          | Edicola Sonzogno          | 1874 -1963 | Neoclassico            | Carlo Maciachini Giovanni Crescini          | Felice Mina                         | L'edicola disegnata dal Maciachini nel 1874-1875 per la nota famiglia di editori ricalca le forme di un tempio greco a quattro colonne di ordine corinzio con iscrizione, sul fregio, riportante la dicitura "Famiglia Sonzogno". La cappella venne colpita dai bombardamenti inglesi della Seconda guerra mondiale e ricostruita dall'architetto Giovanni Crescini. Sullo stilobate si erge un cippo in marmo di Carrara con altorilievo di Felice Mina raffigurante la Musica e la Poesia, dell'anno 1963.                                                  |
|          | Edicola Casati            | 1890-1891  | Eclettismo, simbolismo |                                             | Enrico Butti                        | L'edicola, composta di una scultura in bronzo a dimensioni reali, fu concepita dallo scultore Enrico Butti nel 1890-1891 per la giovane Isabella Airoldi Casati, morta ventiquattrenne di parto nel 1889. La scultura ritrae la donna distesa sul letto di morte coi seni nudi e il ventre ricoperto da un lenzuolo su cui è posto un grande crocifisso. Dietro al capo un grande disco popolato di schiere di angeli. Il monumento venne presentato alla Prima Esposizione Triennale del 1891                                                                |
|          | Edicola Erba              | 1898-1910  | Eclettismo             | Giovan Battista Borsani Angelo Savoldi      | Enrico Butti                        | Quasi un mausoleo per dimensioni e stile, si sviluppa in un tronco di piramide che risente di influenze di stile rinascimentale, egizio, bizantino e greco. Il monumento è costruito in diversi tipi di granito, di marmo e di nembro. Una scultura di Enrico Butti è posta all'interno del sepolcro. Conserva le salme dell'imprenditore farmaceutico Carlo Erba e famiglia, tra cui quella della nipote Carla, madre di Luchino Visconti. |
|          | Edicola Origgi            | 1904-1905  | Liberty                | Giuseppe Boni                               | Orazio Costante Grossoni            | L'edicola, in chiaro stile Liberty, mostra una facciata decorata con un portale in bronzo con figura femminile di una Santa orante in bassorilievo circondata da decorazioni floreali, opera del Grossoni. La costruzione è in granito bianco di Montorfano, con semilunette marmoree decorate. |
|          | Edicola Michel            | 1908-1909  | Neoromanico            | Guido Sartirana                             |                                     | La grande edicola in pietra chiara di Moltrasio replica una chiesa a croce greca; la facciata è decorata con mosaici su fondo oro; due leoni accucciati sorreggono le due colonne che reggono il pronao; la cappella è completata da un tamburo ottagonale. |
|          | Edicola Mangili           | 1911       | Neoclassico            | Orsino Bongi                                |                                     | L'edicola, in stile neoclassico, mostra un tempietto a un solo ordine corinzio, con due colonne laterali, architrave e timpano, al di sopra del quale sono posti acroteri decorati. L'edicola è dell'architetto toscano Bongi, che ideò diverse costruzioni per l'Esposizione internazionale di Milano del 1906, di cui il senatore Cesare Mangili era stato Presidente. |
|          | Edicola Bocconi           | 1913       | Liberty                | Giuseppe Boni                               | Orazio Grossoni                     | Il grande gruppo scultoreo disegna un ideale triangolo nel cui vertice superiore spicca il Crocifisso, descrivendo un'allegoria a cui partecipano figurazioni di varie virtù cristiane e simboli del dolore. Il Grossoni innesca sul Liberty dell'edicola elementi neo-rococò. L'edicola accoglie i membri della famiglia del commerciante Ferdinando Bocconi, fondatore dell'Università che dedicò al figlio Luigi, disperso nella Battaglia di Adua, intrapresa da corrispondente di guerra, e mai più ritrovato. Architetto del monumento è Giuseppe Boni. |
|          | Edicola Pirelli           | 1919-1921  | Neoromanico            | Luca Beltrami ing. Giovanni Battista Casati |                                     | La cappella, come ricordato in una lapide sul fianco destro del monumento, fu eretta per accogliere le spoglie del tenente Giovanni Pirelli, ultimogenito del fondatore della società Pirelli, giovane pilota morto negli Stati Uniti d'America nel 1919. La cappella mostra fasce orizzontali di marmo e granito, in stile Neoromanico lombardo. |
|          | Edicola Palanti           | 1928       | Novecento              | Mario Palanti                               |                                     | Progettata dall'architetto Mario Palanti come tomba per la propria famiglia ed edificata fra il 1924 ed il 1928, il 4 febbraio 1981 viene denominata Civico Mausoleo Palanti, destinato ad ospitare milanesi benemeriti. Il perimetro del mausoleo riporta scolpiti, nella cornice superiore, diversi motti del Palanti di chiara ispirazione fascista. |
|          | Edicola Borletti          | 1930-1931  | Novecento              | Gio Ponti                                   | Libero Andreotti                    | L'edicola, caratterizzata da uno stile cubico e succinto, fu commissionata a Gio Ponti dalla nota famiglia di industriali milanesi dei Borletti e realizzata fra il 1930 e il 1931. Il monumento è ricoperto di lastre di marmo di Valle Strona, il coronamento superiore in marmo di Anzola dell'Emilia, le decorazioni in bronzo patinato verde antico. Le sculture che decorano l'edicola sono di Libero Andreotti. |
|          | Edicola Porcile           | 1934       | Novecento              | Enrico Agostino Griffini                    |                                     | Edicola in puro stile Novecento con facciata che tende, come nella tradizione di quel periodo, a riproporre una architettura rinnovata senza tuttavia distaccarsi dalla tradizione classica. L'edicola è costruita in sarizzo della Val Masino e della Valle Antigorio, marmo e diorite. |
|          | Edicola Antonio Bernocchi | 1926       | Novecento              | Alessandro Minali                           | Giannino Castiglioni                | Il monumento, eretto per ospitare le spoglie del senatore Antonio Bernocchi, uno tra i finanziatori del palazzo della Triennale di Milano, si sviluppa in un tronco di cono decorato da 176 sculture a tutto tondo in marmo di Musso, modellate da Giannino Castiglioni. La base, in pietra d'Orsera, vede Giuda come prima della lunga serie di figure che rappresentano la Via Crucis, al culmine della quale si erge la figura di un cavaliere vincitore. L'interno dell'edicola conserva mosaici dorati e un pavimento in marmo policromo.                |
|          | Edicola Falck             | 1939-1942  | Novecento              | Mino Fiocchi                                | Giannino Castiglioni Arrigo Minerbi | Il monumento ha forma di obelisco, è alto 19 metri e nelle intenzioni dell'architetto rimanda a una ciminiera, simbolo dell'attività siderurgica dei Falck. Alla base dell'obelisco spicca un gruppo scultoreo in marmo bianco di Carrara opera di Giannino Castiglioni, in cui vengono descritte l'Annunciazione e la Deposizione del Cristo. All'interno un bassorilievo in bronzo opera di Arrigo Minerbi, aggiunto nel 1955 in occasione della scomparsa della bambina Luisa, morta a 8 anni nel 1944.                                                    |
|          | Edicola Girola            | 1941       | Novecento              | Piero Portaluppi                            | Giannino Castiglioni                | Il monumento, commissionato dal costruttore edile Umberto Girola, richiama gli edifici delle centrali elettriche progettate dal Portaluppi per il Girola stesso; sulla facciata testi in latino che richiamano l'acqua e le saette simbolo di energia elettrica; sui fianchi due bassorilievi raffiguranti un contadino e un minatore, simboli della terra. Le sculture sono del Castiglioni. |